# Handball-Bundesliga (Frauen) 2013/14
Die Handball-Bundesliga 2013/14 der Frauen war die 29. Spielzeit der Handball-Bundesliga der Frauen. 12 Mannschaften spielten in der Hauptrunde um den Einzug in die Meisterrunde zur deutschen Meisterschaft. Die besten sechs Mannschaften spielten dort um die deutsche Meisterschaft, die letzten sechs Mannschaften ermittelten in dieser Spielzeit in einer Abstiegsrunde nur einen Absteiger. Da gleichzeitig zur nächsten Saison drei Mannschaften aus der zweiten Liga aufsteigen, ergibt sich für die Spielzeit 2014/15 eine Aufstockung der ersten Liga auf 14 Mannschaften.
Die in der Vorsaison sportlich abgestiegene DJK/MJC Trier verbleibt nach einem Beschluss des HBF-Vorstands vom 20. Juli 2013 anstelle des insolventen Frankfurter HCs in der Handball-Bundesliga.
In dieser Saison traten fünf Teams in europäischen Wettbewerben an.

## Vereine und Spielstätten
In der nachfolgenden Tabelle stehen alle Vereine mitsamt den Heimspielstätten und den Kapazitäten.
| Verein                | Spielstätte                  | Kapazität |
| --------------------- | ---------------------------- | --------- |
| HC Leipzig            | Arena Leipzig                | 7.000     |
| Frisch Auf Göppingen  | EWS Arena                    | 5.500     |
| DJK/MJC Trier         | Arena Trier                  | 4.500     |
| Bayer Leverkusen      | Smidt-Arena                  | 3.500     |
| VfL Oldenburg         | EWE ARENA                    | 2.300     |
| HSG Bensheim/Auerbach | Weststadthalle               | 2.000     |
| Buxtehuder SV         | Schulzentrum Nord            | 1.800     |
| SG BBM Bietigheim     | Halle am Viadukt             | 1.300     |
| Thüringer HC          | Salza-Halle                  | 1.200     |
| HSG Blomberg-Lippe    | Sporthalle an der Ulmenallee | 750       |
| TuS Weibern           | Robert-Wolff Halle           | 700       |
| TuS Metzingen         | Öschhalle                    | 500       |

## Hauptrunde

### Tabelle
| Pl.                     | Verein                        | Sp | S  | U | N  | Tore    | Diff. | Punkte |
| ----------------------- | ----------------------------- | -- | -- | - | -- | ------- | ----- | ------ |
| 01.                     | Thüringer HC (M) (P)          | 22 | 21 | 1 | 0  | 727:495 | +232  | 43:01  |
| 02.                     | HC Leipzig                    | 22 | 18 | 1 | 3  | 644:548 | +096  | 37:07  |
| 03.                     | Bayer 04 Leverkusen           | 22 | 14 | 2 | 6  | 633:584 | +049  | 30:14  |
| 04.                     | Buxtehuder SV                 | 22 | 14 | 1 | 7  | 654:591 | +063  | 29:15  |
| 05.                     | VfL Oldenburg                 | 22 | 13 | 1 | 8  | 676:630 | +046  | 27:17  |
| 06.                     | TuS Metzingen                 | 22 | 13 | 0 | 9  | 564:559 | +05   | 26:18  |
| 07.                     | SG BBM Bietigheim (N)         | 22 | 9  | 0 | 13 | 580:624 | −044  | 18:26  |
| 08.                     | Frisch Auf Göppingen          | 22 | 8  | 0 | 14 | 574:563 | +011  | 16:28  |
| 09.                     | HSG Blomberg-Lippe            | 22 | 8  | 0 | 14 | 581:625 | −044  | 16:28  |
| 10.                     | Vulkan-Ladies Koblenz/Weibern | 22 | 6  | 0 | 16 | 546:630 | −084  | 12:32  |
| 11.                     | DJK/MJC Trier                 | 22 | 3  | 0 | 19 | 527:693 | −166  | 06:38  |
| 12.                     | HSG Bensheim/Auerbach (N)     | 22 | 2  | 0 | 20 | 479:643 | −164  | 04:40  |
| Stand: 26. Februar 2014 |                               |    |    |   |    |         |       |        |

| Legende |                                                                           |
|         | Qualifikationsplatz für die Meisterrunde/Teilnehmer an der Meisterrunde   |
|         | Qualifikationsplatz für die Abstiegsrunde/Teilnehmer an der Abstiegsrunde |
| (M)     | Deutscher Handballmeister 2012/13                                         |
| (P)     | DHB-Pokal-Sieger 2013                                                     |
| (N)     | Aufsteiger der Saison 2012/13                                             |

## Meisterschaftsrunde

### Tabelle
| Pl.                 | Verein              | Sp | S  | U | N | Tore    | Diff. | Punkte |
| ------------------- | ------------------- | -- | -- | - | - | ------- | ----- | ------ |
| 01.                 | Thüringer HC        | 10 | 10 | 0 | 0 | 323:264 | +59   | 20:0   |
| 02.                 | HC Leipzig          | 10 | 6  | 0 | 4 | 308:289 | +19   | 12:08  |
| 03.                 | Buxtehuder SV       | 10 | 5  | 0 | 5 | 289:301 | −12   | 10:10  |
| 04.                 | Bayer 04 Leverkusen | 10 | 3  | 1 | 6 | 287:290 | −03   | 07:13  |
| 05.                 | VfL Oldenburg       | 10 | 3  | 0 | 7 | 307:320 | −13   | 06:14  |
| 06.                 | TuS Metzingen       | 10 | 2  | 1 | 7 | 247:297 | −50   | 05:15  |
| Stand: 1. Juni 2014 |                     |    |    |   |   |         |       |        |

| Legende |                                                         |
|         | Deutscher Meister/Teilnahme an der EHF Champions League |
|         | Teilnahme am Europapokal der Pokalsieger                |
|         | Teilnahme am EHF-Pokal                                  |

## Abstiegsrunde

### Tabelle
| Pl.                 | Verein                        | Sp | S | U | N | Tore    | Diff. | Punkte |
| ------------------- | ----------------------------- | -- | - | - | - | ------- | ----- | ------ |
| 1.                  | HSG Blomberg-Lippe            | 10 | 9 | 0 | 1 | 302:265 | +37   | 18:02  |
| 2.                  | Frisch Auf Göppingen          | 10 | 6 | 0 | 4 | 275:253 | +22   | 12:08  |
| 3.                  | SG BBM Bietigheim             | 10 | 4 | 0 | 6 | 248:259 | −11   | 08:12  |
| 4.                  | Vulkan-Ladies Koblenz/Weibern | 10 | 4 | 0 | 6 | 275:288 | −13   | 08:12  |
| 5.                  | DJK/MJC Trier                 | 10 | 4 | 0 | 6 | 255:268 | −13   | 08:12  |
| 6.                  | HSG Bensheim/Auerbach         | 10 | 3 | 0 | 7 | 255:277 | −22   | 06:14  |
| Stand: 1. Juni 2014 |                               |    |   |   |   |         |       |        |

| Legende |                                |
|         | Absteiger in die 2. Bundesliga |

## Statistiken

### Torschützenliste
Die Torschützenliste zeigt die drei besten Torschützinnen in der 1. Handball-Bundesliga 2013/14.
Zu sehen sind die Nation der Spielerin, der Name, die Position, der Verein, die gespielten Spiele, die Tore und die 7-m-Tore.
Stand:
| Pl. | Nation      | Spieler            | Pos.     | Verein               | Sp. | Tore | 7 m |
| --- | ----------- | ------------------ | -------- | -------------------- | --- | ---- | --- |
| 1.  | Deutschland | Shenia Minevskaja  | RL       | TuS Metzingen        | 32  | 239  | 100 |
| 1.  | Deutschland | Katrin Schneider   | Rückraum | DJK/MJC Trier        | 32  | 239  | 102 |
| 3.  | Osterreich  | Beate Scheffknecht | RL       | Frisch Auf Göppingen | 32  | 215  | 0   |

### Strafenliste
In der Tabelle stehen die Spielerinnen der 1. Handball-Bundesliga 2013/14 mit den meisten gelben Karten, Zeitstrafen und roten Karten.
| Pl. | Nation      | Spieler               | Pos.  | Verein                | Sp. |    |    |   |   |   |
| --- | ----------- | --------------------- | ----- | --------------------- | --- | -- | -- | - | - | - |
| 1.  | Schweiz     | Karin Weigelt         | RR/RA | Frisch Auf Göppingen  | 32  | 21 | 18 | 6 | 1 | 1 |
| 2.  | Deutschland | Friederike Gubernatis | RR    | Buxtehuder SV         | 32  | 18 | 14 | 4 | 1 | 2 |
| 3.  | Deutschland | Helena Hertlein       | LA    | HSG Bensheim/Auerbach | 32  | 20 | 14 | 5 | 1 | 1 |

## Die Meistermannschaft
| 1. | Thüringer HC |
|    | - Mannschaft: Jana Krause, Dinah Eckerle, Maike März, Nadja Nadgornaja, Iveta Luzumová, Katrin Engel, Marieke Blase, Franziska Mietzner, Kerstin Wohlbold, Alexandrina Cabral Barbosa, Sonja Frey, Martine Smeets, Lýdia Jakubisová, Svenja Huber, Danick Snelder, Anja Althaus - Trainer: Herbert Müller |